# Symplocos flos-pilosa
Symplocos flos-pilosa là một loài thực vật có hoa trong họ Dung. Loài này được Aristeg. miêu tả khoa học đầu tiên năm 1957.